# Wilhelm Baur (Verleger, 1895)
Wilhelm Baur (* 6. Februar 1895 in Schwäbisch Gmünd; † 18. Mai 1973 in Bad Ragaz) war ein deutscher Zeitungsverleger.

## Leben
Baur wurde als Sohn eines Goldschmieds in Schwäbisch Gmünd geboren und machte sein Abitur am Reuchlin-Gymnasium in Pforzheim. Er wurde Journalist beim Badischen Beobachter und Sekretär der Zentrumspartei für Mittelbaden. Während der NS-Zeit arbeitete er für die Badenia-Bausparkasse. 1946 wurde er Verleger und Chefredakteur der Badischen Neuesten Nachrichten (BNN). 25 Jahre lang gehörte er der CDU-Fraktion im Karlsruher Gemeinderat an; seine Zeitung wurde häufig als CDU-Sprachrohr kritisiert. Bei der Bundestagswahl 1949 kandidierte er für die CDU im Bundestagswahlkreis Karlsruhe-Stadt, unterlag jedoch dem Sozialdemokraten Hermann Veit. Am 17. Dezember 1969 wurde ihm die Ehrenbürgerwürde der Stadt Karlsruhe verliehen. Baur starb am 18. Mai 1973 während des Urlaubs in Bad Ragaz. Sein Neffe Hans Wilhelm Baur beerbte ihn bei der BNN.
Baur wurde auf dem Friedhof Rüppurr beigesetzt.

## Ehrungen
1965 bekam er das Große Verdienstkreuz mit Stern der Bundesrepublik Deutschland verliehen. Neben der 1969 verliehenen Ehrenbürgerwürde wurde 1978 die Wilhelm-Baur-Straße in Karlsruhe nach ihm benannt. Ferner erhielt die 1994 gegründete Wilhelm-Baur-Stiftung seinen Namen.
Im 1. FC Pforzheim war Baur Ehrenmitglied.